# Brwice (przystanek kolejowy)
Brwice – nieczynny przystanek kolejowy w Brwicach w województwie zachodniopomorskim, w Polsce.